# تيم ويذرسبون
تيم ويذرسبون (بالإنجليزية: Tim Witherspoon)‏ مواليد 27 ديسمبر 1957 في فيلادلفيا، هو ملاكم أمريكي سابق صنّف ضمن فئة الوزن الثقيل. حقق بطولة رابطة الملاكمة العالمية.

## إحصائيات
خاض خلال مسيرته 69 نزالا، فاز في 55 وتعادل في 1 وخسر في 13. فاز بالضربة القاضية في 38 نزالا.

## روابط خارجية
- تيم ويذرسبون على موقع بوكس ريك (الإنجليزية) (registration required)